# Município de Letart (condado de Meigs, Ohio)
O município de Letart (em inglês: Letart Township) é um município localizado no condado de Meigs no estado estadounidense de Ohio. No ano de 2010 tinha uma população de 675 habitantes e uma densidade populacional de 14,92 pessoas por km².

## Geografia
O município de Letart encontra-se localizado nas coordenadas 38° 55′ 01″ N, 81° 52′ 52″ O. Segundo o Departamento do Censo dos Estados Unidos, o município tem uma superfície total de 45.23 km², da qual 42,88 km² correspondem a terra firme e (5,19 %) 2,35 km² é água.

## Demografia
Segundo o censo de 2010, tinha 675 pessoas residindo no município de Letart. A densidade populacional era de 14,92 hab./km². Dos 675 habitantes, o município de Letart estava composto pelo 99,26 % brancos, o 0,15 % eram amerindios e o 0,59 % eram de uma mistura de raças. Do total da população o 0,59 % eram hispanos ou latinos de qualquer raça.